# Lateralidad

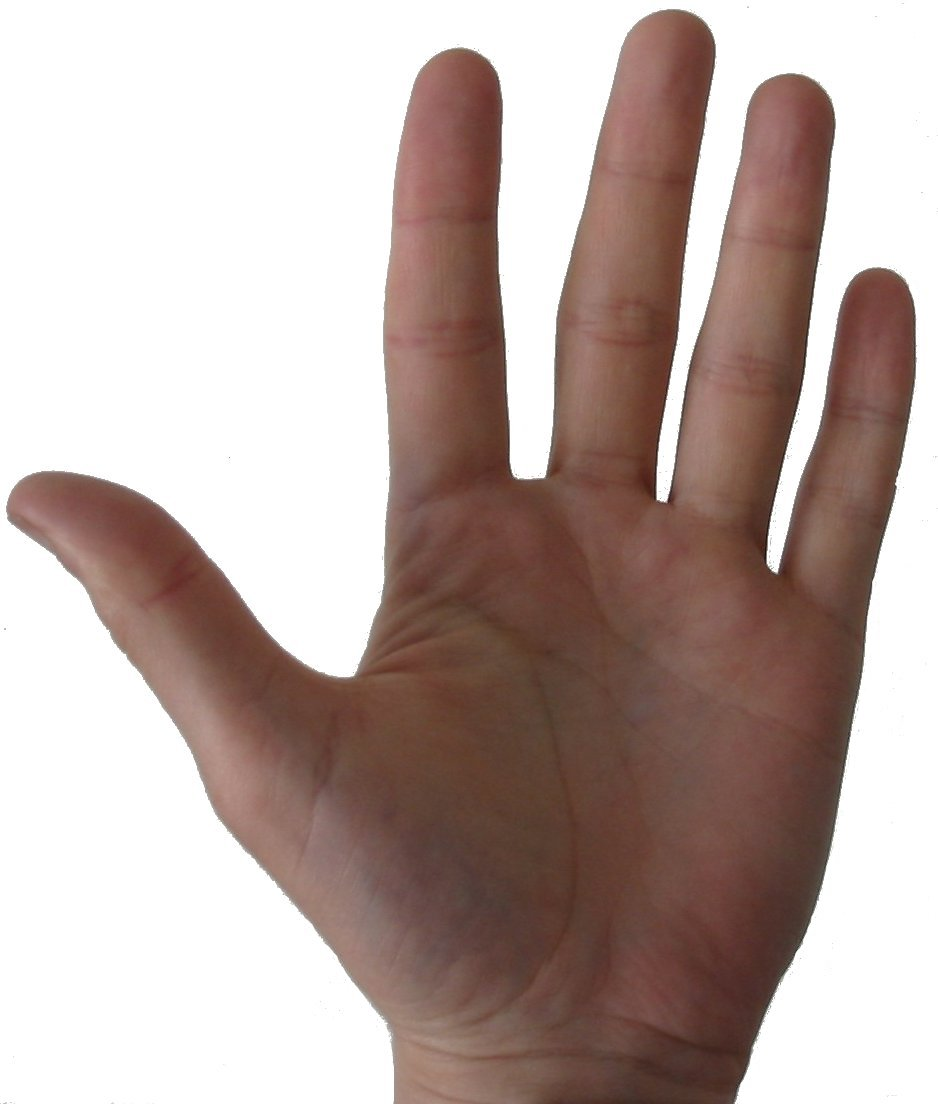
Mano izquierda de un ser humano.

La lateralidad es la preferencia que muestra la mayoría de seres humanos en el uso de los órganos situados a un lado u otro de su propio cuerpo. Un ejemplo más popular es la preferencia por utilizar la mano derecha o ser diestro. También puede ser aplicado tanto al resto de animales como a las plantas.[cita requerida]

## Lateralidad humana
La mayoría de los seres humanos son diestros. También la mayoría muestran un predominio del lado derecho. Es decir, que si se ven obligados a elegir prefieren emplear el ojo, o el pie o el oído derecho. La causa (o causas) de la lateralidad no se comprenden del todo, pero se piensa que el hemisferio cerebral izquierdo controla el lado derecho del cuerpo, y el hemisferio izquierdo resulta ser el predominante. Ello es así en un 87-92 % de los seres humanos porque en la mayoría de los casos el hemisferio cerebral izquierdo es el encargado del lenguaje.

## Lateralidad forzada
Cuando una persona es forzada a usar la mano contraria a la que usa de manera natural, se habla de lateralidad forzada (en el caso de los no diestros, «zurdos contrariados»). Un estudio realizado por el Departamento de Neurología de la Universidad de Klee (North Staffordshire Royal Infirmary) indica que la lateralidad forzada explicaría los reducidos porcentajes de zurdos en la población de mayor edad en el momento de realizarse esa investigación.
La mayoría de los diestros dibuja círculos en sentido levógiro (o sentido antihorario), y no dextrógiro (o sentido horario), lo que avalaría la tesis de la dominancia del hemisferio izquierdo del cerebro.

## Ambidestreza y lateralidad cruzada
Se denomina ambidiestra (o ambidextra) a aquella persona que escribe con ambas manos o que utiliza ambos lados del cuerpo con la misma habilidad. La ambidestreza es, sin embargo, muy rara. Incluso aquellas que son ambidiestras muestran una propensión a utilizar un lado del cuerpo más que el otro. En todo caso, el dominio de un lado del cuerpo no es constante en cada persona: un individuo puede escribir con la izquierda, pero comer o practicar un deporte con la derecha (lo que se llama lateralidad cruzada). Puede suceder, incluso, que la lateralidad cruzada obedezca a un entrenamiento o al diseño de la herramienta que se emplea. A este respecto, las estadísticas indican lo siguiente:
Predominio de la mano derecha: 88,2 %. Predominio del pie derecho: 81,0 %. Predominio del ojo derecho: 71,1 %. Predominio del oído derecho: 59,1 %. Mano y pie del mismo lado: el 84 %. Ojo y oído del mismo lado: 61,8 %.[cita requerida]
Para trabajar con niños con lateralidad cruzada es fundamental la supervisión de un optometrista, ya que este tipo de trastorno pone en riesgo factores de aprendizaje que pueden terminar derivando en abandono escolar, aunque esto es normalmente relativo a la lateralidad del niño.